# Ajn Haud
Ajn Haud nebo Ajn Chaud (hebrejsky עין חוד‎, arabsky عين حوض‎, v oficiálním přepisu do angličtiny Ein Hod, přepisováno též Ein Hawd) je vesnice v Izraeli, v Haifském distriktu, v oblastní radě Chof ha-Karmel.

## Geografie
Leží v nadmořské výšce 231 m na zalesněných západních svazích pohoří Karmel. Jižně od vesnice prochází údolí s vádím Nachal Hod, do kterého tu od východu ústí vádí Nachal Chanilon.
Obec se nachází 7 km od břehu Středozemního moře, přibližně 70 km severoseverovýchodně od centra Tel Avivu, 13 km jižně od centra Haify a 8 km jihovýchodně od města Tirat Karmel. Ajn Haud obývají izraelští Arabové, přičemž osídlení v okolní krajině je převážně židovské. 4 kilometry východním směrem ovšem leží na hřbetu Karmelu sídla obývaná Drúzy.
Ajn Haud je na dopravní síť napojen pomocí místních komunikací z nedaleké vesnice Nir Ecjon a z východu, od drúzských obcí.

## Dějiny
Ajn Haud vznikl jako osada několika arabských rodin, které byly roku 1948 během války za nezávislost vysídleny z nedaleké stejnojmenné arabské vesnice, na jejímž místě pak vznikla židovská vesnice Ejn Hod. Část původních arabských obyvatel se pak usadila v této lokalitě, nedaleko od svých původních domovů a právně se domáhala oficiálního uznání. Po dlouhých průtazích se nakonec roku 2004 arabská vesnice Ajn Haud stala členem oblastní rady Chof ha-Karmel.
V právním boji za uznání práv obyvatel Ajn Haudu se angažoval zejména Muhammad abú al-Hajdža, syn předáka původní vysídlené arabské vesnice Ajn Haud. Arabští osadníci ve vesnici postavili mešitu. Počátkem roku 2009 došlo k vyasfaltování příjezdové cesty do vesnice. Pár měsíců předtím proběhlo i napojení osady na elektrickou síť. Stále zde ale chybělo telefonní spojení nebo kanalizace. Obyvatelé považovali pozdní pokrok ve výstavbě inženýrských sítí za doklad diskriminace ze strany státu vůči arabskému obyvatelstvi. Na druhou stranu vedení oblastní rady Chof ha-Karmel už do rozvoje vesnice investovalo miliony šekelů.

## Demografie
Podle údajů z roku 2014 tvořili obyvatelstvo Ajn Haud izraelští Arabové Jde o velmi malé sídlo vesnického typu s rostoucí populací. K 31. prosinci 2014 zde žilo 265 lidí. Během roku 2014 populace stoupla o 1,1 %.
| Rok            | 2003 | 2004 | 2005 | 2006 | 2007 | 2008 | 2009 | 2010 | 2011 | 2012 | 2013 | 2014 |
| -------------- | ---- | ---- | ---- | ---- | ---- | ---- | ---- | ---- | ---- | ---- | ---- | ---- |
| Počet obyvatel | 47   | 54   | 58   | 65   | 71   | 74   | 118  | 124  | 206  | 259  | 262  | 265  |